# نوستك كوميون
نوستك كوميون (بالإنجليزية: Nostoc commune)‏ هي نوع من البكتيريا، سلبية الغرام، تتبع النوستك.